# 科斯特罗马州
科斯特罗马州（羅馬化：Kostromskaya oblast）是俄羅斯聯邦主體之一，屬中央聯邦管區。於1944年8月13日自雅羅斯拉夫爾州獨立，目前有重新合併的計畫。面積60,100平方公里，人口736,641（2002年）。首府科斯特罗马，距離俄羅斯首都莫斯科372公里。俄羅斯郵局位於科斯特羅馬地區的所有定居點。